# Луштадт
Луштадт (нім. Lustadt) — громада в Німеччині, розташована в землі Рейнланд-Пфальц. Входить до складу району Гермерсгайм. Складова частина об'єднання громад Лінгенфельд.
Площа — 23,78 км2. Населення становить 3413 ос. (станом на 31 грудня 2020).